# Cathédrale Saint-Georges de Damas
Pour les articles homonymes, voir Cathédrale Saint-Georges.
La cathédrale Saint-Georges de Damas (en arabe : كاتدرائية مار جرجس ou كاتدرائية مار جرجس للسريان الأرثوذكس, « cathédrale syriaque orthodoxe Saint-Georges ») est le siège du patriarche de l'Église syriaque orthodoxe depuis 1959. Son titulaire est actuellement Ignace Ephrem II Karim, patriarche d'Antioche et de tout l'Orient.
La cathédrale est l'un des monuments de la vieille ville de Damas en Syrie, située dans le quartier chrétien au sud de la porte Saint-Thomas. Elle est vouée au martyr Georges de Lydda, sa fête est célébrée le 6 mai. 

## Historique
Le siège épiscopal de l'Église syriaque orthodoxe à Damas remonte au VIIe siècle, lorsqu'un premier édifice sacré fut construit dans le sud-ouest de la vieille ville. Après la conquête arabe de la Syrie, vers 635, les églises de Damas s'effondrent. Selon les écrits du théologien Ibn Asakir (1105–1176), la plupart des bâtiments ne sont plus que ruines ; il ne reste que deux édifices religieux aux chrétiens : la cathédrale mariamite de Damas, le siège du patriarcat grec-orthodoxe d'Antioche, et une église syriaque orthodoxe à l'ouest de la porte Saint-Thomas (Bab Touma).
À l'initiative du patriarche Ignace Éphrème Ier, la nouvelle cathédrale syriaque orthodoxe fut construite en 1951 dans la partie sud de la rue de Saint-Thomas. En 1959, son successeur Ignace Jacques III fit transférer le siège de son Patriarcat d'Antioche de Homs vers Damas. Au cours de la guerre civile syrienne, le patriarche Ignace Zakka Ier Iwas doit fuir vers le Liban en 2013. Il meurt l'année suivante pendant un séjour hospitalier à Kiel en Allemagne.
Ignace Ephrem II Karim, patriarche d'Antioche depuis 2014, réside au monastère Saint-Éphrem de Maaret Saidnaya.

## Articles liés
- Liste des cathédrales de Damas
- Liste des cathédrales de Syrie